# Григорий Псарианос
Григорий (на гръцки: Γρηγόριος, Григориос) е гръцки духовник, митрополит на Вселенската патриаршия.

## Биография
Роден е на Псара и затова носи прякора Псарианос (Ψαριανός). Става монах в светогорския манастир Ксиропотам и затова е известен като Ксиропотаминос (Ξηροποταμηνός).
През ноември 1808 година е избран и по-късно ръкоположен за титулярен епископ на Евдоксия по искане на великия логотет Александрос Манос и е назначен за префект на екзархията на Псара.
През април 1819 година става дебърски митрополит. В 1828 година е последният синодален митрополит, подписал посланието на патриарх Агатангел I Константинополски до свещенството и народа на Погонианската архиепископия във връзка с нейното съединение с Корчанската митрополия. На 24 февруари 1829 година подава оставка.
В септември 1830 като бивш дебърски Григорий става мелнишки митрополит и заема катедрата до септември 1837 година. В Мелник работи усърдно за развитие на църковните и общинските дела. През септември 1837 година подава оставка поради старост и болести.
След като напуска престола се оттегля в манастира Есфигмен. Григорий плаща изписването на част от католикона на манастира Есфигмен и покриването на храма с оловни плочи в 1841 година. Завещава на манастира цялото си имущество на стойност 10 000 лири. Умира около 1851 - 1852 година.